# Давиденко Олександр Георгійович
Давиденко Олександр Георгійович — радянський, український кінорежисер.

## Біографія
Народився 16 грудня 1958 року в Києві в родині кінорежисера Г.І. Давиденка.
Закінчив факультет кіномистецтва Київського державного інституту ім. І. Карпенка-Карого в 1989 році. 
З 1989 року працював на студії «Київській кіностудії науково-популярних фільмів».
Від 1999 року — головний режисер кіностудії «Просвіткіно».
Член Національної спілки кінематографістів України.

## Фільмографія
Створив фільми:
- «А війна по мені стріляла як хотіла, як могла…» (1985)
- «Зліт дозволяю» (1987)
- «Заціпеніння. Розмова з анонімом» (1988)
- «Лінія краси» (1992)
- «Ми часто грали у „війну“» (1990)
- «Український Соломон, або Козацька правда і закон» (1993)
- «Видряпатися на попа» (1993)
- «Розмова з відкритим забралом» (1996)
- «Katharsis. Очищення» (2001, у співавт. з Г. Давиденком)
- «Пробач мені, Поліське!» (2004, автор сценар.; режисер у співавт. з Г. Давиденком)[1]
- «Солодкі сни» (2006, х/ф, за сценар. О. Пархоменка та І. Кихтьової)
- «Коні, коні, ви знову зі мною» (2007, у співавт. з Г. Давиденком) та ін.